# پل دریپر
پل درٍیپر (انگلیسی: Paul Draper؛ زاده ۱۹۵۷) فیلسوف اهل ایالات متحده آمریکا بود، که به‌خاطر کارهایش در فلسفه دین شناخته‌شده است. کار او در مورد مسئله شر در خداناباوری بسیار تأثیرگذار بوده است. او در حال حاضر استاد دانشگاه پردو است. همچنین یکی از ویراستاران مباحث فلسفه دین برای دانشنامه فلسفه استنفورد است.